# Real Academia de Ingeniería (Reino Unido)
La Real Academia de Ingeniería del Reino Unido (en inglés: Royal Academy of Engineering), también conocida como RAEng, es la academia nacional de ingeniería del Reino Unido.
Se fundó en junio de 1976 con el nombre de Fellowship of Engineering, con el apoyo del Príncipe Felipe, Duque de Edimburgo, que se convirtió en el primer miembro principal y siguió siéndolo hasta su muerte. El 17 de mayo de 1983 se constituyó la Beca y se le concedió el fuero real, convirtiéndose en la Real Academia de Ingeniería el 16 de marzo de 1992. En junio de 2024, Su Majestad el Rey se convirtió en Patrono de la Academia.

## Historia
Concebida a finales de la década de 1960, durante el programa espacial Apolo y el discurso de Harold Wilson en defensa del «calor blanco de la tecnología», la Beca de Ingeniería nació en el año del primer vuelo comercial del Concorde.
En su primera reunión, celebrada en el Palacio de Buckingham el 11 de junio de 1976, participaron 126 de los principales ingenieros del Reino Unido.  Entre los primeros miembros se encontraban el comodoro del aire Sir Frank Whittle, el desarrollador del motor a reacción, el ingeniero estructural Sir Ove Arup, el pionero del radar Sir George G. MacFarlane, el inventor de la bomba de rebote, Sir Barnes Wallis, Francis Thomas Bacon, el inventor de la pila de combustible alcalina, y el padre de la industria informática del Reino Unido, Sir Maurice Wilkes. El primer presidente de la Comunidad, Christopher Hinton, había impulsado la supremacía del Reino Unido en energía nuclear. 
La beca se centró en la defensa de la excelencia en todos los campos de la ingeniería. Las actividades comenzaron en serio a mediados de los años setenta con la serie de conferencias Distinction, ahora conocidas como conferencias Hinton. Por primera vez se pidió a los otorgantes de la Beca que asesoraran al Departamento de Industria, y la Academia se convirtió en anfitriona y presentadora del Premio MacRobert. 
En la década de 1980, la Beca recibió su propia carta real, junto con su primera subvención gubernamental. Al mismo tiempo, también recibió una importante financiación industrial, inició un programa de investigación para tender puentes entre el mundo académico y la industria y abrió sus puertas a becarios internacionales y honorarios. 
En 1990, la Academia lanzó su primera iniciativa importante en educación, Engineering Education Continuum, que evolucionó hasta convertirse en el Programa BEST  y Shape the Future and Tomorrow's Engineers. 
El creciente nivel de influencia de la Academia –en política, investigación y educación– fue reconocido cuando se le otorgó un título real y se convirtió en la Real Academia de Ingeniería en 1992. 
El logotipo actual de la Academia se inspira en el hacha de mano neolítica, el primer avance tecnológico del hombre, que se consideró un símbolo apropiado para la Academia, supuestamente representativo de la relación siempre cambiante entre la humanidad y la tecnología.

## Ubicación
Los locales de la Academia, ubicados en el número 3-4 de Carlton House Terrace, se encuentran en un edificio protegido de Grado I que da vistas a St James's Park. El edificio fue diseñado por el arquitecto John Nash y es propiedad de Crown Estate. La Academia comparte la terraza con dos de sus academias hermanas, la British Academy y la Royal Society, así como con otros institutos.
El edificio pasó a llamarse Prince Philip House,  después de que se completaran las obras de renovación en 2012.

## Actividades
La Academia desempeña un papel decisivo en dos alianzas políticas creadas en 2009 para ofrecer un asesoramiento coherente sobre la educación y la política en materia de ingeniería en toda la profesión: Educación para la Ingeniería e Ingeniería del Futuro.
La Academia es uno de los cuatro organismos que reciben financiación del Ministerio de Empresa, Innovación y Cualificaciones del Reino Unido para actividades de apoyo a la política gubernamental de divulgación de la ciencia y la ingeniería. 
Como parte de su programa para comunicar los beneficios y el valor de la ingeniería a la sociedad, la Academia publica una revista trimestral, Ingenia. La Academia afirma que Ingenia está escrita para un público no especializado y «dirigida a todos aquellos interesados en la ingeniería, ya trabajen en el mundo empresarial e industrial, la administración pública, el mundo académico o la comunidad financiera». La Academia también pone Ingenia a disposición de los estudiantes de A-Level de 3.000 escuelas del Reino Unido.

## Presidentes
El presidente de la Real Academia de Ingeniería, funcionario electo de la Academia, preside las reuniones del consejo. El presidente es elegido por un período único de no más de cinco años.
| Años      | Presidente                                   | Presidente                |
| --------- | -------------------------------------------- | ------------------------- |
| 1976–1981 | Christopher Hinton, barón Hinton de Bankside | OM, Kt, KBE, FREng, FRS   |
| 1981–1986 | Robin Inskip, segundo vizconde de Caldecote  | DSC, KBE, FREng           |
| 1986–1991 | Sir Denis Rooke                              | OM, Kt, CBE, FREng, FRS , |
| 1991–1996 | Sir William Barlow                           | Kt, FREng                 |
| 1996–2001 | Sir David Davies                             | Kt, CBE, FREng, FRS       |
| 2001–2006 | Alec Broers, Barón Broers                    | Kt, FREng, FRS            |
| 2006–2011 | John Browne, barón Browne de Madingley       | FREng, FRS                |
| 2011–2014 | Sir John Parker                              | GBE, Kt, FREng            |
| 2014–2019 | Profesora Dame Ann Dowling                   | OM, DBE, FREng, FRS       |
| 2019–2024 | Sir Jim McDonald                             | GBE, Kt, FREng, FRSE      |
| 2024-     | John Lazar                                   | CBE, FREng                |

## Becarios
Actualmente, la Comunidad incluye a más de 1.500 ingenieros de todos los sectores y disciplinas de la ingeniería. Los miembros, distinguidos con el título de Fellow of The Royal Academy of Engineering y la designación postnominal FREng, lideran, guían y contribuyen al trabajo de la Academia y aportan su experiencia. 
Los miembros reales de la Academia son el duque de Kent y la princesa real.

## Diversidad
La Academia se esfuerza por garantizar que el grupo de candidatos para la elección de la Fellowship refleje mejor la composición diversa de la sociedad en su conjunto. En 2008 creó el Comité de Miembros Proactivos para identificar y apoyar la nominación de candidatos de áreas subrepresentadas, con el objetivo de aumentar el número de candidatas, ingenieros de la industria y de pequeñas y medianas empresas, de tecnologías emergentes y de orígenes étnicos diversos.

## Premios y galardones
- Con el apoyo de la Worshipful Company of Engineers, la Academia gestiona el premio anual MacRobert de la Real Academia de Ingeniería, el principal galardón a la innovación en ingeniería del Reino Unido. Presentado por primera vez en 1969, el premio honra a la empresa ganadora con una medalla de oro y a los miembros del equipo con un premio de 50.000 libras.
- La Academia supervisa la concesión del Premio Reina Isabel de Ingeniería (QEPrize). El QEPrize es un premio internacional de ingeniería dotado con un millón de libras que «recompensa y celebra a los ingenieros responsables de una innovación pionera que haya beneficiado a la humanidad en todo el mundo». El objetivo del premio es «elevar el perfil público de la ingeniería e inspirar a los jóvenes para que se conviertan en ingenieros». [10]
- La Medalla Sir George Macfarlane de la Academia es un premio anual que "reconoce a un ingeniero del Reino Unido que ha demostrado excelencia en la etapa inicial de su carrera". [11]
- La medalla del Presidente
- La Medalla Príncipe Felipe, que lleva el nombre del Príncipe Felipe, Duque de Edimburgo, y "se otorga periódicamente a un ingeniero de cualquier nacionalidad que haya hecho una contribución excepcional a la ingeniería en su conjunto a través de la práctica, la gestión o la educación".
- Cátedra de Tecnologías Emergentes, un plan que ofrece apoyo a largo plazo a investigadores visionarios en el desarrollo de tecnologías con gran potencial para aportar beneficios económicos y sociales al Reino Unido. [12]
- Beca de liderazgo en ingeniería, concedida a estudiantes universitarios de ingeniería del Reino Unido con alto potencial de liderazgo en el sector. Los premiados emprenden un programa acelerado de desarrollo personal para ayudarles a convertirse en futuros líderes.[13]